# Црква Светог Теодора Вршачког у Вршцу
Црква Светог Теодора Вршачког у Вршцу припада Епархији банатској Српске православне цркве.
Градња цркве на Вршачком брегу започета је 1997. године и 2. новембра су освештени темељи, а камен темељац донет је из Свете српске царске лавре Манастира Хиландара на Светој Гори. Свечано освећење храма обавили су Епископ жички и Администратор Епархије банатске Господин Хризостом и Епископ захумско-херцеговачки Григорије, 12. октобра 2003. године.
Живописање храма започето је 2002. године и трајало је у паузама око девет месеци. Фрескопис су извршили зографи жичке школе предвођени ђаконом Миодрагом Томићем. Иконостас је нарављен од масивне храстовине по узору на иконостас храма Светог Димитрија у Солуну. Иконе на иконостасу су рад ђакона Миодрага Томића и његових ученика. Певнице су урађене по узору на светогорске.
У периоду од 2004. године до данас изграђена је нова палионица свећа, израђен полијелеј, живописана је крипта ктитора (живопис је урадила Ружица Тодоровић из Вршца). Градња парохијског дома и уређење порте започето је 2008. годинее, а приведено крају 2012. године, уз свесрдну помоћ мноштва државних, општинских, друштвених и приватних институција и предузећа, као и прилога верног народа, а све са благословом Епископа банатског Никанора.
Верна репродукција чудотворне иконе Пресвете Богородице Тројеручице, израђена у Српској царској лаври Манастиру Хиландару, поклоњена је од стране Милана Поповића, привредника из Вршца, Српској православној Епархији банатској и храму Светог Теодора Вршачког 10. октобра 2012. године. 18. марта 2013. године стигла је у Владичански двор у Вршцу и репродукција чудотворне иконе Пресвете Богородице Млекопитатељнице из Поснице Светог Саве у Кареји.